# Liste der Bodendenkmale in Pöhl
In der Liste der Bodendenkmale in Pöhl sind die Bodendenkmale der Gemeinde Pöhl und ihrer Ortsteile nach dem Stand der Auflistung von Volkmar Geupel aus dem Jahr 1983 aufgelistet. Eventuelle Änderungen und Ergänzungen, insbesondere aus der Zeit nach der Wende, sind nicht berücksichtigt, da für Sachsen aktuell keine neueren allgemein zugänglichen Bodendenkmallisten vorliegen. Die Baudenkmale sind in der Liste der Kulturdenkmale in Pöhl aufgeführt.
| Denkmal-ID | Fundart             | Ortsteil   | Bezeichnung                                                       | Zeitstellung | Lage                                                                                  | Bemerkungen | Bild |
| ---------- | ------------------- | ---------- | ----------------------------------------------------------------- | ------------ | ------------------------------------------------------------------------------------- | --- | ---- |
| ?          | Befestigung > Burg  | Christgrün | Wasserburg „Wallinsel“                                            | Mittelalter  | südwestlicher Ortsausgang von Herlasgrün, am Aubach                                   | ursprünglich runde Niederungsburg mit umlaufendem Graben und Außenwall, oberflächlich nicht mehr erkennbar, Schutz seit 15. Oktober 1959                                   |      |
| ?          | Befestigung > Burg  | Christgrün | Wasserburg „Altes Schloss“, „Alter Wall“, „Wallinsel“, „Ringwall“ | Mittelalter  | direkt südlich von Reimersgrün am Weg nach Christgrün                                 | viereckige Niederungsburg mit abgerundeten Ecken, umlaufender Graben und Außenwall, im Süden und Osten zweiter Graben und evtl. zweiter Wall, Schutz seit 15. Oktober 1959 |      |
| ?          | Befestigung > Burg  | Christgrün | Wasserburg                                                        | Mittelalter  | nordwestlich im Ort, nördlich des Guts in einem Graten                                | runde Niederungsburg, gestört, Grabenrest im Nordosten, Osten und Südosten, Schutz seit 15. Oktober 1959                                                                   |      |
| ?          | Befestigung > Burg  | Helmsgrün  | Wehranlage „Burgstatt“, „Wall“, „Wahl“, „Alter Schlosshof“        | Mittelalter  | nordwestlich im Ort auf einem Geländesporn über dem Bellwitzbach                      | Höhenburg in Spornlage, Grabenrest im Norden, Osten und Südosten, Schutz seit 15. Oktober 1959                                                                             |      |
| ?          | Befestigung > Burg  | Jocketa    | Burgwall                                                          | Bronzezeit   | östlich des Orts auf einem Bergsporn in einer Schleife der Trieb                      | je zwei Abschnittswälle im Norden und Süden, Schutz seit 15. Oktober 1959                                                                                                  |      |
| ?          | Grabmal > Grabhügel | Jocketa    | Gruppe von 2 Hügelgräbern                                         | Bronzezeit   | nördlich von Möschwitz im Südteil des Streitholzes                                    | Hügel mit bis zu 12 m Durchmesser und bis zu 0,8 m Höhe, Schutz seit 1. Dezember 1983                                                                                      |      |
| ?          | Grabmal > Grabhügel | Möschwitz  | vermutetes Hügelgrab                                              | Bronzezeit?  | nördlich des Orts, nordöstlich der Kuppe des Königshübels                             | Hügel mit 8 m Durchmesser und 0,5 m Höhe, gestört, Schutz seit 15. Oktober 1959                                                                                            |      |
| ?          | Grabmal > Grabhügel | Möschwitz  | vermutetes Hügelgrab                                              | Bronzezeit?  | südöstlich des Orts an der Flurgrenze zu Voigtsgrün, im Wald                          | Hügel mit 10 m Durchmesser und 1 m Höhe, Schutz seit 15. Oktober 1959 |      |
| ?          | Siedlung            | Liebau     | Höhensiedlung „Viehhübel“                                         | Bronzezeit   | nördlich im Ort, auf einem Höhenrücken nördlich des Guts                              | unbefestigte Siedlung, Schutz seit 15. Oktober 1959 |      |
| ?          | Befestigung > Burg  | Liebau     | Wehranlage „Ruine“, „Altes Schloss“                               | Mittelalter  | südwestlich im Ort auf einem Bergsporn über der Weißen Elster                         | Höhenburg in Spornlage, Ruinen erhalten, Umfassungsmauer im Nordwesten, zwei oder drei Abschnittsgräben im Nordwesten, einer im Osten, Schutz seit 15. Oktober 1959        |      |
| ?          | Befestigung > Burg  | Liebau     | Wehranlage „Alt-Liebau“                                           | Mittelalter  | südlich des Orts am Südende des Gutsparks, auf einem Bergsporn über der Weißen Elster | Höhenburg in Spornlage, Abschnittsgraben im Südwesten, Süden und Südosten, Schutz seit 15. Oktober 1959                                                                    |      |
| ?          | Grabmal > Grabhügel | Liebau     | Hügelgrab „Knorrs Pöhl“                                           | Latènezeit   | nordnordöstlich des Orts auf einer Geländezunge                                       | ovaler Hügel mit 15 m Durchmesser und 2,5 m Höhe, ergraben und rekonstruiert, Schutz seit 15. Oktober 1959                                                                 |      |
| ?          | Befestigung > Burg  | Neudörfel  | Wasserburg „Schlösschen“                                          | Mittelalter  | Ortsmitte, in einer Quellmulde                                                        | quadratische Niederungsburg mit abgerundeten Ecken, umlaufender Graben, Reste von Damm oder Außenwall im Süden, Schutz seit 15. Oktober 1959                               |      |